# 1994年リレハンメルオリンピックのノルウェー選手団
1994年リレハンメルオリンピックのノルウェー選手団（1994ねんリレハンメルオリンピックのノルウェーせんしゅだん）は、1994年2月12日から2月27日まで、ノルウェーのオップラン県リレハンメルで開催された1994年リレハンメルオリンピックのノルウェー選手団、およびその競技結果。

## 概要
今大会は金メダル10個、銀メダル11個、銅メダル5個の合計26個のメダルを獲得した。金メダル数および銀メダル数は過去最多、合計26個のメダルも過去最多となった。
スピードスケートではヨハン・オラフ・コスが男子1500m、男子5000m、男子10000mで金メダルを獲得し3冠を達成した。

## メダル
| メダル | 選手名                                                                                    | 競技                   | 種目               |
| ------ | ----------------------------------------------------------------------------------------- | ---------------------- | ------------------ |
| 金     | ラッセ・チュース                                                                          | アルペンスキー         | 男子複合           |
| 金     | ビョルン・ダーリ                                                                          | クロスカントリースキー | 男子10kmクラシカル |
| 金     | ビョルン・ダーリ                                                                          | クロスカントリースキー | 男子25km複合       |
| 金     | トーマス・アルスゴール                                                                    | クロスカントリースキー | 男子30kmフリー     |
| 金     | フレッド・ボーレ・ルンベルク                                                              | ノルディック複合       | 男子個人           |
| 金     | スタイン・リセ・ハッテスタット                                                            | フリースタイルスキー   | 女子モーグル       |
| 金     | エスペン・ブレーデセン                                                                    | スキージャンプ         | 男子ノーマルヒル   |
| 金     | ヨハン・オラフ・コス                                                                      | スピードスケート       | 男子1500m          |
| 金     | ヨハン・オラフ・コス                                                                      | スピードスケート       | 男子5000m          |
| 金     | ヨハン・オラフ・コス                                                                      | スピードスケート       | 男子10000m         |
| 銀     | チェーティル・アンドレ・オーモット                                                        | アルペンスキー         | 男子滑降           |
| 銀     | チェーティル・アンドレ・オーモット                                                        | アルペンスキー         | 男子複合           |
| 銀     | ビョルン・ダーリ                                                                          | クロスカントリースキー | 男子30kmフリー     |
| 銀     | スツーレ・ジベルトセン ベガール・ウルバン トーマス・アルスゴール ビョルン・ダーリ         | クロスカントリースキー | 男子4×10kmリレー   |
| 銀     | マリット・ヴォルド                                                                        | クロスカントリースキー | 女子30kmクラシカル |
| 銀     | トルーデ・ディベンダール インゲル＝ヘレネ・ニブローテン エリン・ニルセン アニタ・モーエン | クロスカントリースキー | 女子4×5kmリレー    |
| 銀     | クヌート・トーレ・アペラン ビャルテ・エンゲン・ビーク フレッド・ボーレ・ルンベルク        | ノルディック複合       | 男子団体           |
| 銀     | ラッセ・オッテセン                                                                        | スキージャンプ         | 男子ノーマルヒル   |
| 銀     | エスペン・ブレーデセン                                                                    | スキージャンプ         | 男子ラージヒル     |
| 銀     | ヒェル・ストーレリ                                                                        | スピードスケート       | 男子5000m          |
| 銀     | ヒェル・ストーレリ                                                                        | スピードスケート       | 男子10000m         |
| 銅     | チェーティル・アンドレ・オーモット                                                        | アルペンスキー         | 男子スーパー大回転 |
| 銅     | ハラルト・ニールセン                                                                      | アルペンスキー         | 男子複合           |
| 銅     | スツーレ・ジベルトセン                                                                    | クロスカントリースキー | 男子50kmクラシカル |
| 銅     | ビャルテ・エンゲン・ビーク                                                                | ノルディック複合       | 男子個人           |
| 銅     | ヒルデ・リードゥ                                                                          | フリースタイルスキー   | 女子エアリアル     |